# Skals Å
Skals Å er Himmerlands grænse mod syd. Den ca. 46 km lange å har sit udspring i Birkemose nær Fussing Sø, og løber ud i  Hjarbæk Fjord ved Klintedyb. På åen har der tidligere (1800-1900) været pramdrift, som det også kendes fra Gudenåen. Der er endnu rester af en gammel pram begravet i den sydlige brink i Skals Enge (mellem Løgstørvejen og Jernbanebroen ved Himmerlandsstien). Prammene fragtede tegl fra de mange teglværker som lå langs åen og videre ud til Hjarbæk Fjord. Bl.a. Skals Forsamlingshus (beliggende på Hovedgaden i Skals) er bygget med tegl som er fragtet på åen.
Den nedre del af Skals Å   er en del af et internationalt naturbeskyttelsesområde  under Natura 2000 projektet, og er både fuglebeskyttelsesområde og EU-habitatområde.
Skals Å er et fint fiskevand efter havørred, gedde og aborre.

## Eksterne kilder og henvisninger
1. ↑  "Natura 2000-område 30: Lovns Bredning, Hjarbæk Fjord og Skals Ådal (H30, F14, F24)". Arkiveret fra originalen 24. april 2011. Hentet 2. november 2010.